# Flaga Wyspy Man
Flaga Wyspy Man przedstawia triskelion – trzy nogi, zwrócone w różnych kierunkach, na czerwonym tle. Symbol jest związany z łacińskim mottem Wyspy Man: Quocunque jeceris stabit (ang. Whichever way you throw me, I stand lub Wherever you throw me, I will stand, pol. Gdziekolwiek mnie rzucisz, będę stał).
Nie jest dokładnie wyjaśnione kiedy i w jaki sposób triskelion stał się symbolem Wyspy Man, domniemywano pochodzenie skandynawskie, celtyckie albo nawet przedindoeuropejskie. Jest to dawny symbol solarny, spotykany w wielu miejscach Europy, między innymi na Sycylii, co zdawałoby się potwierdzać hipotezę o skandynawskim pochodzeniu, gdyż zarówno Sycylia, jak i Wyspa Man były zasiedlone w średniowieczu przez Normanów. Najprawdopodobniej symbolem Wyspy Man triskelion stał się XVIII w., a flaga pojawiła się w wieku XIX. Wprowadzona została w roku 1929, a wzór obecny przyjęto 9 lipca 1968 roku.

## Bandera Wyspy Man
Od 1971 istnieje odrębna bandera handlowa Wyspy Man dla statków tam zarejestrowanych. Jest ona podobna do brytyjskiej bandery handlowej Red Ensign tj. ma czerwone pole, Union Jack w kantonie i dodatkowo triskelion.